# Interval (glazbena teorija)
Interval je u glazbenoj teoriji razlika u visini između bilo koja dva tona dijatonske ljestvice. Prvi je u povijesti interval teorijski odredio Pitagora, podijelivši žicu monokorda u raznim omjerima (2:1, 3:2, 4:3, 5:4).[kako?]

## Podjela intervala
Intervale dijelimo po veličini, vrsti i suzvučju. 
Veličina određuje koliki je razmak u stupnjevima između tonova dijatonske ljestvice. Intervale po veličini zovemo talijanskim imenima:
- prima (označava se s 1) – prvi je i najmanji interval; zapravo je istozvučni, unisono ponovljeni ton
- sekunda (2) je razmak od dva stupnja
- terca (3) je razmak od tri stupnja
- kvarta (4) je razmak od četiri stupnja
- kvinta (5) je razmak od pet stupnjeva
- seksta (6) je razmak od šest stupnjeva
- septima (7) je razmak od sedam stupnjeva
- oktava (8) je razmak od osam stupnjeva.

Ovi intervali nazivaju se jednostavni intervali. Intervali koji imaju razmak veći od oktave se nazivaju složeni intervali. Razlog tomu je što su oni zapravo oktava plus još jedan jednostavni interval. Oktava + sekunda je razmak od devet stupnjeva i naziva se nona (9). Decima (10) je razmak od deset stupnjeva (oktava + terca). Sljedeći po redu je undecima (11), pa duodecima (12), tercdecima (13), kvartdecima (14) i kvintdecima (15).
Vrstom se preciznije određuje koliko polustepena ima između tonova. Intervali po vrsti mogu biti:
- čisti: prima, kvarta, kvinta, oktava
- veliki i mali: sekunda, terca, seksta, septima.

I čisti, i veliki i mali intervali mogu još biti povećani i smanjeni (ne postoji samo smanjena prima).
Intervali mogu biti i:
- harmonijski ako se tonovi sviraju/pjevaju istovremeno;
- melodijski ako se sviraju/pjevaju uzastopce, prvo jedan ton pa onda drugi.

## Obilježavanje intervala
Intervali se obilježavaju slovom za vrstu i brojkom za veličinu. Ako želimo napisati npr. mala terca, učinit ćemo to ovako: m 3. Velika septima tako će biti v 7, povećana seksta pov 6, smanjena sekunda će biti s 2, čista oktava č 8 itd.
Kad računamo intervale, moramo imati na umu da se broje i završni i početni ton. Dakle, ako želimo napraviti npr. čistu kvartu na ton c1, brojit ćemo i taj ton; kvarta na c1: c-d-e-f. Znači, č 4 na ton c1 jest f1.

## Konsonantnost i disonantnost intervala
Konsonanca i disonanca su relativni pojmovi u današnjoj glazbi. Generalno, disonantni intervali su oni koji izazivaju napetost (nelagodu) kod slušača i traže «rješenje». Nasuprot njima konsonantni ne traže rješenje.
Kako su se mijenjala stilska razdoblja, tako se i mijenjao odnos spram intervala. Dok je neki interval u nekom razdoblju smatran za disonancu, u sljedećem bi se već smatrao konsonancom. Danas se uzimaju pravila klasične harmonije da bi se odredilo koji su intervali konsonantni, a koji disonantni.
- Konsonantni : svi čisti intervali, velika i mala terca i seksta
- Disonantni : svi smanjeni, povećani intervali, velika i mala sekunda i septima (m 7 traži rješenje "prema dolje", a v 7 "prema gore")

## Obrati intervala
Intervali se mogu obrtati. Obrati nastaju tako što se niži ton prebaci za oktavu više ili viši ton za oktavu niže. Postoje dva osnovna pravila za obrtanje intervala:
1. Zbroj osnovnog i intervala u obratu je uvijek devet. (npr. pravimo obrat sekste (6) i do devet nam nedostaje 3. Znači da je njegov obrat terca.) Ovo se pravilo rjeđe koristi u glazbenim školama, češće se traži da se napamet nauči pravilo prima postaje oktava; sekunda postaje septima; terca seksta; kvarta kvinta; kvinta kvarta; seksta terca; septima sekunda; oktava prima.
2. Čisti intervali u obratu uvijek ostaju čisti. Veliki intervali postaju mali i mali postaju veliki. Smanjeni postaju povećani i povećani postaju smanjeni.

## Enharmonija intervala
Enharmonija intervala podrazumijeva istozvučnost dva intervala koji se različito bilježe. Broj njihovih polustepena je identičan, ali se oni nazivaju drugačije i drugačije se notiraju, što znači da potpuno isto zvuče, ali se drukčije zovu i zapisuju, tj. postoje samo u teoriji. Na konkretnom primjeru se to jasnije vidi: ako imamo interval pov 2 c-dis, on ima svog enharmonijskog para m 3 c-es (jer je dis jednako es - enharmonijska zamjena). Time zaključujemo da je i povećana sekunda jednaka maloj terci.